# Christoph Azone
Christoph Azone (* 8. Mai 1967 in Karlsruhe als Christoph Gieser) ist ein deutscher Hörfunk- und Bühnenmoderator, Journalist und Autor.

## Leben
Azone gehörte 1993 zu den Gründern von 98.8 Kiss FM, bei dem er unter dem Pseudonym „Mallorca Joe“ gemeinsam mit Stefan Rupp („Funkmaster Confetti“) und Alexander Purrucker („MC Pu“) die Morgensendung konzipierte und moderierte. 1995 gründete er gemeinsam mit Rupp, Mitri Sirin und Ingo Wohlfeil die Spaß-Rap-Band Nepper Schlepper schlechte Rapper. Weitere berufliche Stationen als Moderator waren u. a. 104.6 RTL und Energy Berlin.
Von 2000 bis 2019 moderierte er gemeinsam mit Rupp auf Radio Eins das Frühmagazin Der schöne Morgen, das 2010 mit dem ersten Deutschen Radiopreis als beste Morgensendung ausgezeichnet wurde. Am 1. März 2020 moderierte er ein letztes Mal Der schöne Morgen und verabschiedete sich damit von Radio Eins. Seit 2018 schreibt und spricht er regelmäßig die Kolumne Brief der Woche für den SWR1. Seit 2023 ist er Hauptautor und Sprecher des History-Podcasts „Krasse Geschichte“ für RTL+.
In der 4. Staffel der Serie Babylon Berlin spielt Azone in der Episode 40 einen Rundfunkreporter, der am Ringrand einen Boxkampf kommentiert.
Azone wuchs in Gernsbach im nördlichen Schwarzwald auf und lebt seit 1991 in Berlin. 2001 nahm er den Familiennamen seiner Ehefrau an, den er auch nach der Scheidung behielt.

## Schriften
- Mehrere Beiträge in R. Gernhardt und K. C. Zehrer (Hrsg.): Bilden Sie mal einen Satz mit … Fischer Taschenbuch Verlag, Frankfurt/M. 2007, ISBN 978-3-596-17437-9.
- Dinge, die mich glücklich machen. In: Zum Glück. rbb-Media GmbH, Berlin 2013, ISBN 978-3-00-044059-5.